# Арно де Ком
Арно де Ком (фр. Arnaud de Comps; д/н — 1163) — 3-й великий магістр ордену госпітальєрів у 1162/1163 роках.

## Життєпис
Походив з дрібної шляхти Дофіне, Лангедоку або Гасконі, напевніше з замку Ком-сюр-Артюбі. Про нього відомостей обмаль. Ймовірно з молодих років перебував в ордені госпітальєрів. Наприкінці 1162 року після смерті великого магістра Оже де Бальбена обирається новим очільником ордену. Проте керував лише декілька місяців, помер у січні або лютому 1163 року. Короткочасне урядування навіть призвело до сумнів в обранні його великим магістром. Новим очільником став Жільбер д'Ессайі.